# Hypericum inodorum
Hypericum inodorum är en johannesörtsväxtart som beskrevs av Philip Miller. Hypericum inodorum ingår i släktet johannesörter, och familjen johannesörtsväxter. Inga underarter finns listade i Catalogue of Life.